# Merle Haggard

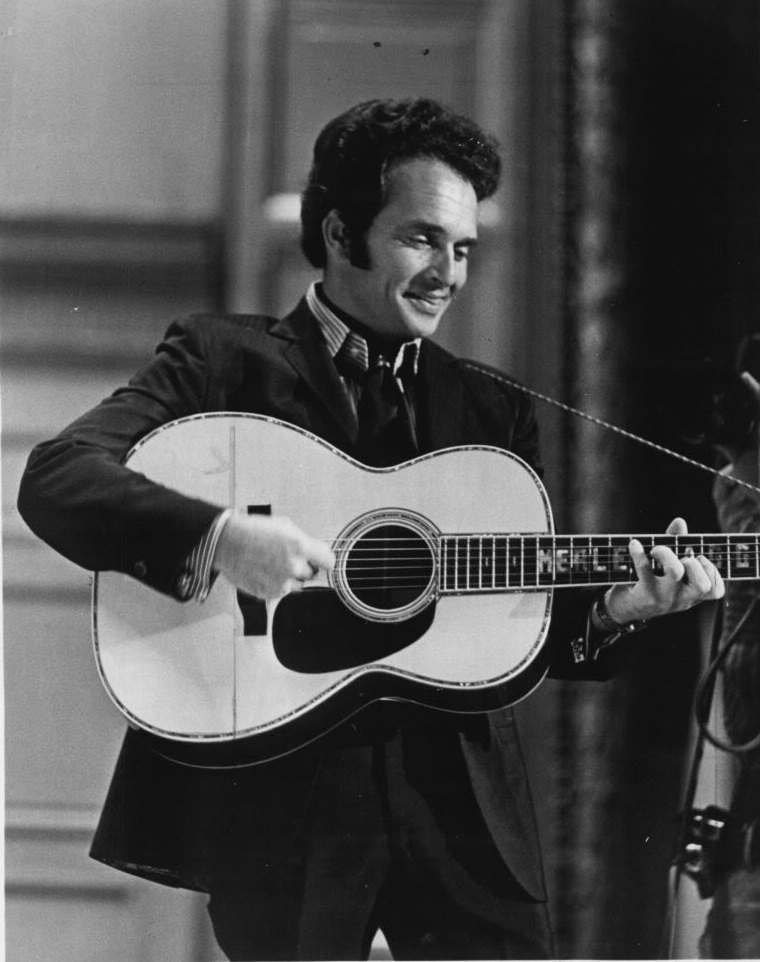
Merle Haggard in 1971

Merle Ronald Haggard (Oildale, 6 april 1937 – Palo Cedro, 6 april 2016) was een Amerikaans countryzanger en songwriter. Hij was in de jaren zestig de belangrijkste vertolker van de Bakersfield-countrysound, en bouwde door de jaren heen een imposante carrière op.

## Biografie
Merle Haggard werd  geboren als zoon van James en Flossie Haggard. Zijn ouders waren verhuisd tijdens de Great Depression van Oklahoma naar Californië. Zijn vader James overleed toen Merle 9 jaar was.
In de jaren 50 kwam Haggard naar voren als de eerste inwoner van Bakersfield, Californië, die betrokken was in de Bakersfield Sound. Hij had succesvolle albums tot in het eerste decennium van de 21e eeuw.
Haggard wordt wel beschouwd als de invloedrijkste songwriter in countrymuziek sinds Hank Williams. Hij zingt over bekende onderwerpen: gevangenis, verraad, drinken, zwerven en werk - maar met het soort directheid voortkomend uit persoonlijke ervaring. Meer dan 400 artiesten hebben een versie opgenomen van zijn hit Today I Started Loving You Again.
In 1977 werd hij opgenomen in de Nashville Songwriters Hall of Fame, in 1994 in de Country Music Hall of Fame en in 1997 in de Oklahoma Music Hall of Fame.
Haggard was 5 keer getrouwd. Bij zijn eerste vrouw had hij 4 kinderen en bij zijn vijfde 2.
Haggard overleed op zijn 79ste verjaardag aan een longontsteking.

## Onvolledige discografie (albums)
- 1965 · Strangers
- 1966 · Swinging Doors
- 1967 · I'm A Lonesome Fugitive
- 1967 · Branded Man
- 1968 · Sing Me Back Home
- 1968 · The Legend Of Bonnie And Clyde
- 1968 · Mama Tried
- 1969 · Pride In What I Am
- 1969 · Same Train, Different Time
- 1969 · A Portrait Of Merle Haggard
- 1969 · Okie From Muskogee (Live)
- 1970 · The Fightin' Side Of Me (Live)
- 1971 · Hag
- 1971 · Someday We'll Look Back
- 1972 · Let Me Tell You About A Song
- 1972 · It's Not Love (But It's Not Bad)
- 1973 · I Love Dixie Blues... So I Recorded "Live" In New Orleans
- 1974 · If We Make It Through December
- 1974 · Merle Haggard Presents His 30th Album
- 1975 · Keep Movin' On
- 1976 · It's All In The Movies
- 1976 · The Roots Of My Raising
- 1977 · A Working Man Can't Get Nowhere Today
- 1977 · Ramblin' Fever
- 1977 · My Farewell To Elvis
- 1978 · I'm Always On A Mountain When I Fall
- 1978 · The way it was in '51
- 1979 · Serving 190 Proof
- 1980 · The Way I Am
- 1980 · Back To The Barrooms
- 1981 · Rainbow Stew/Live at Anaheim Stadium
- 1981 · Big City
- 1982 · A Taste Of Yesterday's Wine (met George Jones)
- 1982 · Going Where The Lonely Go
- 1982 · Pancho & Lefty (met Willie Nelson)
- 1983 · That's The Way Love Goes
- 1983 · The Epic Collection (Live)
- 1983 · Heart to Heart (met Leona Williams)
- 1984 · It's All In The Game
- 1985 · Kern River
- 1985 · Amber Waves Of Grain (Live)
- 1985 · Close Up
- 1987 · Out Among The Stars
- 1987 · The Seashores Of Old Mexico (met Willie Nelson)
- 1987 · Chill Factor
- 1989 · 5:01 Blues
- 1990 · Blue Jungle
- 1994 · 1994
- 1996 · 1996
- 2000 · If I Could Only Fly
- 2001 · Cabin In The Hills
- 2001 · Roots Volume 1
- 2003 · Haggard Like Never Before
- 2004 · Unforgettable
- 2004 · Ol' Country Singer: Live at Billy Bob's Texas
- 2005 · Chicago Wind
- 2006 · Kickin' Out The Footlights...Again (met George Jones)
- 2007 · The Bluegrass Sessions